# Distrito electoral de Bone Gap (Illinois)
Bone Gap (en inglés: Bone Gap Precinct) es un distrito electoral ubicado en el condado de Edwards en el estado estadounidense de Illinois. En el Censo de 2010 tenía una población de 499 habitantes y una densidad poblacional de 7,2 personas por km².

## Geografía
Bone Gap se encuentra ubicado en las coordenadas 38°26′57″N 88°0′1″O / 38.44917, -88.00028. Según la Oficina del Censo de los Estados Unidos, Bone Gap tiene una superficie total de 69.32 km², de la cual 69.28 km² corresponden a tierra firme y (0.06%) 0.04 km² es agua.

## Demografía
Según el censo de 2010, había 499 personas residiendo en Bone Gap. La densidad de población era de 7,2 hab./km². De los 499 habitantes, Bone Gap estaba compuesto por el 98.8% blancos, el 1% eran afroamericanos, el 0% eran amerindios, el 0% eran asiáticos, el 0% eran isleños del Pacífico, el 0% eran de otras razas y el 0.2% pertenecían a dos o más razas. Del total de la población el 1.2% eran hispanos o latinos de cualquier raza.